# Różewo (gmina)
Różewo – dawna gmina wiejska istniejąca w latach 1973–1976 w woj. koszalińskim i woj. pilskim (dzisiejsze woj. zachodniopomorskie). Siedzibą władz gminy było Różewo.
Gmina Różewo została utworzona 1 stycznia 1973 w powiecie wałeckim w woj. koszalińskim. 1 czerwca 1975 gmina weszła w skład nowo utworzonego woj. pilskiego.
1 stycznia 1977 gmina została zniesiona przez połączenie z (również znoszoną) gminą Dębołęka oraz dotychczasową gminą Wałcz w nową gminę Wałcz.